# Evangelische Kirche (Worms-Neuhausen)

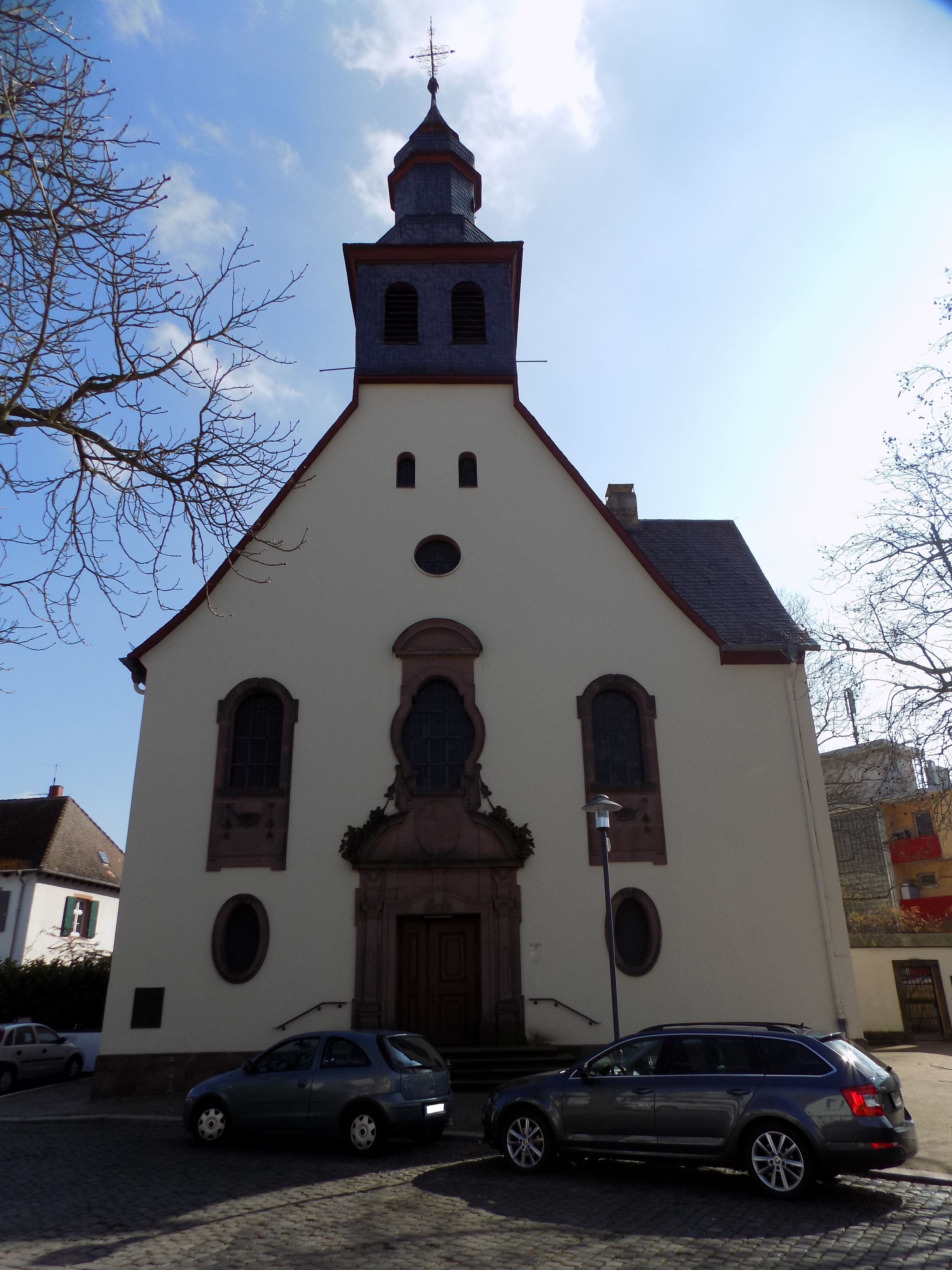
Evangelische Kirche Worms-Neuhausen

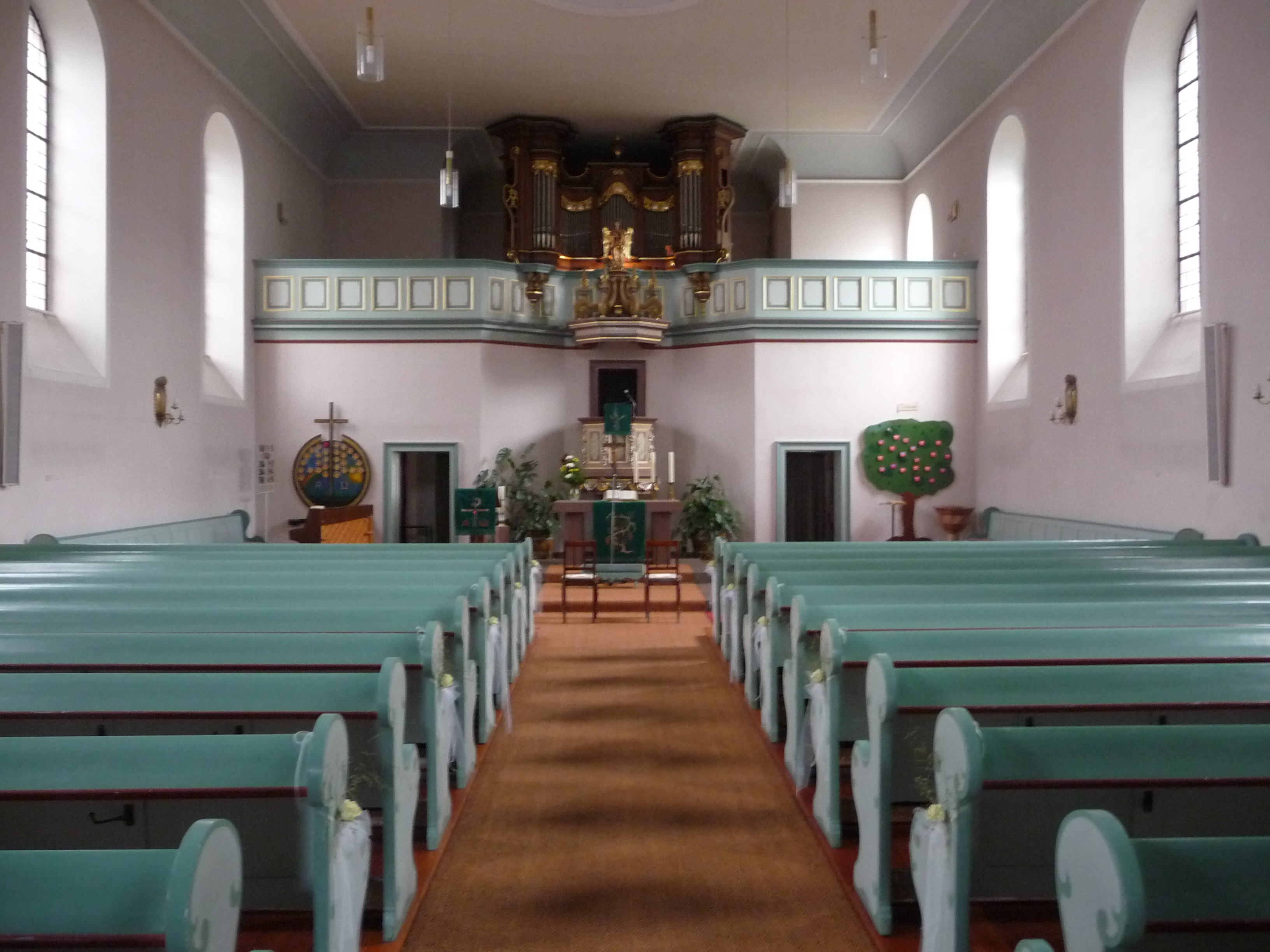
Innenansicht

Die Evangelische Kirche im Wormser Stadtteil Neuhausen ist das Kirchengebäude der Evangelischen Versöhnungsgemeinde Worms-Neuhausen. Das Gebäude mit der Adresse Stiftstraße 17 steht unter Denkmalschutz.

## Geschichte
Als im Jahre 1898 die Eingemeindung Neuhausens nach Worms vollzogen wurde, verlor die Pfarrei Hochheim ihre bisherige Zuständigkeit für die evangelischen Christen in Neuhausen. Im Zuge der Eingemeindung wurde die Kirchengemeinde Neuhausen der 1896 für den Wormser Westen neugebildeten Andreasgemeinde (heute Luthergemeinde) als Filialgemeinde zugeordnet. Da sowohl die Andreasgemeinde als auch die Kirchengemeinde Neuhausen über kein eigenes Kirchengebäude verfügten, wurde zunächst erwogen, eine gemeinsame Kirche für beide Gemeinden im damals unbebauten Liebenauer Feld zwischen der Wormser Weststadt und Neuhausen zu errichten. Wegen der Entfernung zu beiden Gemeindeschwerpunkten und aus finanziellen Gründen – es waren getrennte Spendensammlungen für beide Kirchengemeinden durchgeführt worden – wurde dieser Plan aufgegeben.
Wegen der beengten Verhältnisse in Neuhausen, wo für 1600 Gemeindemitglieder nur ein zum Betsaal umgebautes Schulzimmer zur Verfügung stand, beschloss der Wormser Gesamtkirchenvorstand zunächst den Neubau einer Kirche in Neuhausen, da nach Ansicht des Gemeindepfarrers Otto Pabst das Gemeindeleben bereits merklich gelitten hatte. Die Grundsteinlegung war am 22. Juli 1906, am 15. Dezember 1907 wurde die Kirche eingeweiht. Die Weihe vollzog Superintendent Euler, die Predigt hielt Pfarrer Pabst, das Schlussgebet sprach Dekan Benemann. Nach dem Bau der Kirche entstanden rasch verschiedene Vereine, wie beispielsweise ein Gesangsverein, Frauen- und Männervereine.
Text einer Inschriftstafel an der Kirchenfront:
Evangelische Pfarrkirche Neuhausen. Erbaut 1907. Hier stand im 7. Jahrhundert die Merowingische Königspfalz. 847-1565 Das Kaiserliche Stift St. Cyriakus mit Kirche und Kapitelgebäuden. 1565-1615 Die Kurpfälzische reformierte Fürstenschule Collegium Illustre. 1729-1793 Das Fürstbischöfliche Hospital Neuhausen. Neuhausen verlor nach der Zerstörung im pfälzischen Erbfolgekrieg 1689 und dem Brand von 1798 seine reichspolitische und kirchliche Bedeutung. Seit 1898 gehört Neuhausen zur Stadt Worms. Gestiftet von der evangelischen Kirchengemeinde, dem Heimat- und Kulturverein und der röm. kath. Kirchengemeinde. Übergeben am Tag der 196. Wiederkehr des Brandes der Simultanen Stiftskirche am 3. April Anno Domini 1783 / 1989

## Architektur
Der federführende Architekt war Paul Meißner aus Darmstadt. Er errichtete das Gebäude im barockisierenden Jugendstil. Die dreiachsige Giebelfassade ziert ein skulpturisiertes Hauptportal, das die in Sandstein gravierte Überschrift „Gott allein die Ehr'“ trägt. Das Innere des Gebäudes wird durch die Kanzel, den Altar und die Orgel gemäß den Forderungen des Wiesbadener Programms bestimmt. Der Gesamtpreis des Bauwerkes belief sich auf 106.809,80 Mark.